# Dupontia perlucida
Dupontia perlucida és una espècie de gastròpode eupulmonat terrestre de la família Euconulidae.

## Distribució geogràfica
Es troba a l'illa de Maurici.